# Massilia buxea
Massilia buxea es una bacteria gramnegativa del género Massilia. Fue descrita en el año 2017. Su etimología hace referencia a la planta boj. Es aerobia y móvil por flagelo. Tiene un tamaño de 0,6-0,9 μm de ancho por 1,3-2,1 μm de largo. Forma colonias circulares o irregulares, rizadas, convexas, opacas y de color amarillo pálido en agar R2A tras 3 días de incubación. Temperatura de crecimiento entre 10-37 °C, óptima de 28-30 °C. Catalasa y oxidasa positivas. Tiene un contenido de G+C de 69,9%. Se ha aislado de la superficie de una roca en el lago Nvshan, en China.